# Адриан (граф Орлеана)
Адриан (лат. Adrianus, фр. Adrien d'Orléans; ок. 760 — 821) — граф Орлеана, сын Герольда I, графа в Англахгау и Эммы Алеманской, дочери герцога Алеманнии Готфрида.

## Биография
Адриан происходил из знатного швабского рода Удальрихингов (или Герольдинов — по имени родоначальника). Его отцом был граф в Англахгау Герольд I, матерью — Эмма, дочь герцога Алеманнии Готфрида.
Известно об Адриане не очень много. Своим выдвижением он обязан тому, что на его сестре, Хильдегарде, был женат император Карл Великий. Впервые он упомянут в 793 году. Позже Адриан был назначен графом Орлеана.
Женой Адриена была Вальдрада. В этом браке родились:
- Эд (ок. 790—834), граф Орлеана в 828—830 и 832—834 годах
- Гильом (умер в 834), граф Блуа
- Вильтруда; муж: с 808 года — граф в Вормсгау и Оберхейсингау Роберт III (умер ранее 19 февраля 834).